# Eugenio Ruspoli
Pour les articles homonymes, voir Ruspoli.
Le prince Eugenio Ruspoli, né le 6 janvier 1866 à Ţigăneşti en Moldavie occidentale et mort le 4 décembre 1893  à Gubala Ginda en Éthiopie, est un explorateur et naturaliste italien de la fin du XIXe siècle.

## Biographie
Il appartient à une famille de la grande noblesse romaine et florentine ayant des liens avec la lignée des Bonaparte. Son père, le prince Emanuele Ruspoli, est un homme politique et sa mère, née princesse Catherine Vogonide-Conachi, est issue de la haute noblesse roumaine (ce qui explique son lieu de naissance).
Le prince Eugenio Ruspoli explore d'abord l’Éthiopie et la Somalie à partir de 1891. Il part de Berbera et parcourt l'Ogaden jusqu'au Chébéli. Il rapporte en Italie d'importantes collections naturalistes. Son second voyage s'effectue en 1892-1893, où il passe par Bardera le 3 avril 1892, afin de confirmer une convention stipulant le protectorat du royaume d'Italie sur la région. Ensuite il descend le fleuve Jubba jusqu'à Dolo puis explore l'intérieur de la contrée, découvrant le lac Chamo qu'il baptise « lac Umberto » en l'honneur du roi Humbert Ier.
Il est tué par un éléphant qu’il avait blessé, près de Burgi.
Tomaso Paleotti Salvadori (1835-1923) lui dédie en 1896 le touraco de Ruspoli, Tauraco ruspolii. Une rue lui est également dédiée à Gênes.